# Equipo musical

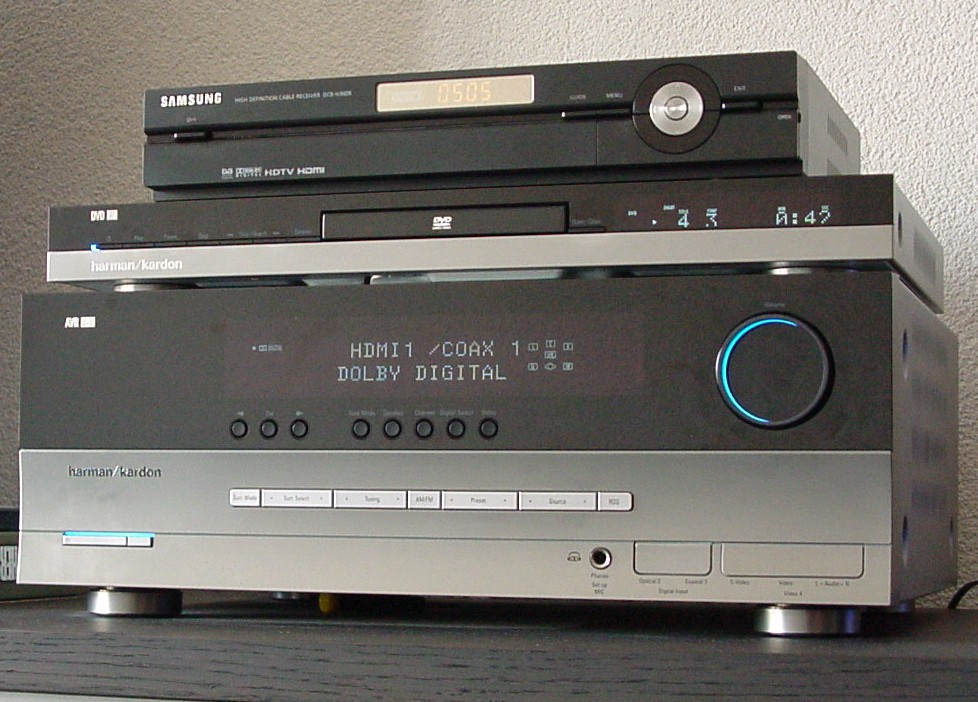
Componentes modulares fabricados por Samsung y Harman Kardon, (desde abajo) un receptor de audio digital, un reproductor de DVD y un receptor de TV HD

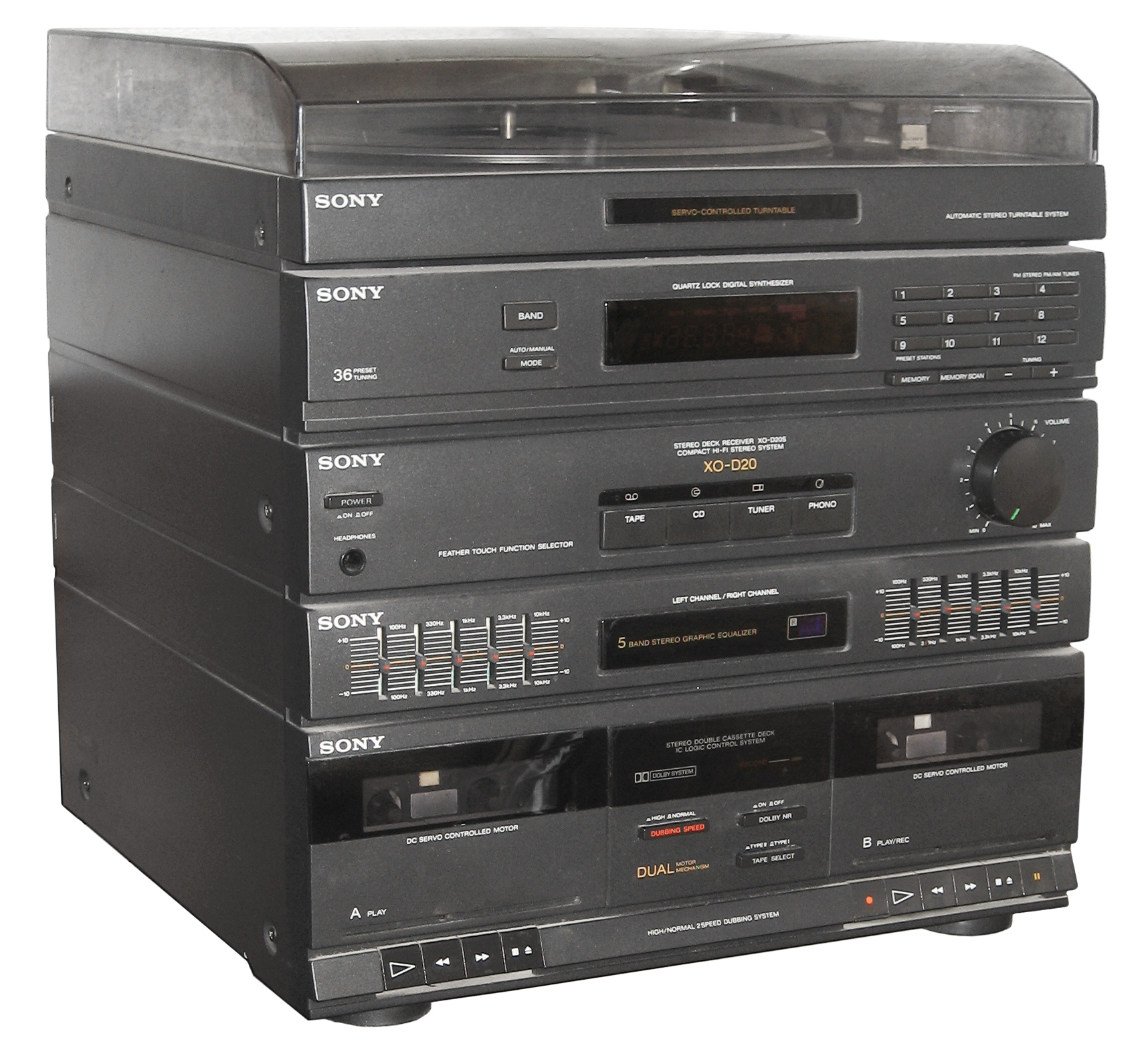
Un equipo de alta fidelidad Sony "midi" de finales de los años 1980. A pesar de su apariencia de componentes separados, se trata de una unidad todo en uno que incluye un tocadiscos, una pletina de casete doble, un sintonizador digital y un amplificador con ecualizador integrado. Para entonces, otros sistemas MIDI con reproductor de CD integrado eran cada vez más comunes

Equipo musical o equipo de música, es un término que se usa en castellano para referirse a un sistema de alta fidelidad o Hi-Fi en inglés. Consta de un reproductor de CD, un amplificador, altavoces, un sintonizador de radio, un lector de memorias USB y, últimamente, un receptor Bluetooth. Los equipos vintage incluyen también una grabadora de cintas de casete, un tocadiscos y un ecualizador.
- Sistema de altavoces 2.0

Instalación básica: dos altavoces satélite que ofrecen sonido estéreo y unos graves limitados. Estos sistemas son fáciles de instalar y no incluyen un subwoofer. Además, son compatibles con la mayoría de tarjetas de sonido para PC estándar.
- Sistema de altavoces 2.1

Instalación básica: dos altavoces satélite que ofrecen sonido estéreo y unos graves limitados, además de un subwoofer que reproduce las frecuencias más bajas, otorgando graves muy profundos y vibrantes, especial para música y películas. También compatibles con mayoría de tarjetas de sonido para PC.
- Sistema de altavoces 4.1

Instalación básica: dos altavoces satélite que ofrecen sonido estéreo y unos graves limitados, dos altavoces satélite que reproducen las frecuencias más altas del espectro (tweeters) lo que da compatibilidad con los formatos de compresión sin pérdida como CD o FLAC, además del subwoofer de bajos.

## Desarrollo
Emile Berliner, un inmigrante alemán radicado en los Estados Unidos que realizó investigaciones pioneras sobre la grabación del sonido, patentó la vitrola en 1888. En esencia, era una versión mejorada del fonógrafo de Thomas Alva Edison (que utilizaba cilindros para grabar y reproducir las ondas sonoras). Los discos planos del gramófono ideados por Berliner reemplazaron a los tubos de cartón cubiertos de estaño de su antecesor. Así comenzó a masificarse la reproducción de música en los Estados Unidos y en Europa. Berliner convenció a grandes artistas de la época para que grabasen piezas musicales en sus discos, como el tenor italiano Enrico Caruso, que produjo cerca de 300 álbumes. Con una pequeña cantidad de alcohol en su motor de aire caliente, el gramófono aseguraba períodos de funcionamiento de hasta doce horas.  
La tecnología de reproducción con cintas ya estaba inventada desde los años 1940, pero tuvieron que transcurrir dos décadas para que distintas mejoras en los equipos eléctricos permitieran comercializar masivamente unos cartuchos de plástico con un rollo de cinta magnética dentro. The Lear Jet Corporation, una compañía que fabricaba aviones, fue pionera en el desarrollo de este tipo de equipos, diseñados para escuchar música dentro de los automóviles, una innovación que Ford incorporó en sus modelos. Este reproductor gozó de gran popularidad en la época de la película Fiebre de sábado por la noche, cuya banda sonora fue la más vendida en este formato. Sin embargo, la cinta de estos cartuchos tendía a enredarse con relativa facilidad, y a principios de la década de 1980 el sistema de cartuchos sería remplazado por el casete. 
En 1925 aparecieron los primeros platos giradiscos que funcionaban con electricidad, lo que garantizaba una velocidad de reproducción de los discos mucho más uniforme que con los sistemas de accionamiento anteriores. Seis años después, RCA Victor comercializó el primer tocadiscos pensado para los hogares. Con la llegada del disco de larga duración de 16, 33 y 45 revoluciones por minuto, en 1948, la tecnología del tocadiscos mejoró considerablemente. En los años sesenta, el almacén Sears de Bogotá vendía diferentes modelos de Hitachi, Toshiba y Sharp. En 1960, Discos Fuentes fue la primera empresa colombiana en grabar en formato de 45 revoluciones. Aunque muy atrás quedaron sus años dorados, el tocadiscos no ha muerto entre los melómanos que extrañan el sonido del scratch y que guardan en vinilo sus tesoros musicales. 
A finales de la década de los sesenta, los altos decibeles y la buena calidad del sonido se unieron en los radiocasetes portátiles. Algunas de estas grabadoras (las de mayor potencia sonora) llegaban a pesar unos 8 kilos, lo que no impedía que en las grandes capitales del mundo miles de jóvenes las cargaran al hombro y la pusieran a sonar a su máxima potencia. “¿Para qué incomodar sólo a tu familia cuando puedes incomodar a todo el barrio?”, rezaba una campaña de Panasonic del 79. Las más sofisticadas venían con doble casetera y grabadora de voz, siendo algunas de las marcas más populares Hitachi, Aiwa, Crown, JVC, Panasonic y Toshiba. El “boombox”, como también se le conoce, marcó su impronta en el hip-hop, ya que era una herramienta eficaz en las batallas entre raperos y en las exhibiciones de breakdance. Su fuerza para convocar quedó inmortalizada en películas como Fame o Flashdance. Incluso, hace unos años, Madonna usó una Breakdancer BD-8000, de fabricación china, para sus videos Hung Up y Sorry. Para los nostálgicos, hay una aplicación de boombox para iPad disponible en la tienda i-Tunes. 
Pastor López, Rikarena y Niche fueron algunas de las estrellas infaltables en las bandejas múltiples para discos compactos de los equipos de sonido de las fiestas noventeras. El primer CD lo desarrollaron Sony y Philips en 1979, aunque tardó en popularizarse debido a la crisis económica de la época. Para 1982, apareció el CDP-101, el primer reproductor de compact disc. En 1996, los colombianos que más CD vendieron fueron Shakira, Iván y sus Bam Band, Charlie Zaa y El Binomio de Oro. Aunque los formatos cada vez más portátiles le auguran cada día más el fin al CD, todavía hay muchas personas que continúan limpiando con el borde de la camisa sus discos rayados, o soplando las unidades de disco de sus armatostes negros cuando de desempolvar clásicos se trata. 
Aun cuando muchos pronosticaron su fracaso, Apple ha facturado cifras astronómicas con el iPod, lanzado al mercado en 2001. Ya no se requieren grandes equipos para hacer una fiesta en casa, y solo hacen falta un iPod y un par de altavoces activos. De las cerca de 20 canciones que almacenaba un CD completo, se pasó a tener hasta días enteros de música en un solo dispositivo, pese a las polémicas por la supuesta violación de derechos de autor y por omitir información detallada de sus productos. La Bose Corporation es uno de los fabricantes de altavoces más prestigiosos del mundo, pero para los bolsillos más modestos están los parlantes con puerto USB de otras marcas menos reconocidas.
Existen los minicomponentes y microcomponentes o las minicadenas y microcadenas.